# Campionato mondiale maschile di hockey su pista San Juan 1978
Il Campionato del Mondo 1978 è stata la 23ª edizione del campionato del mondo di hockey su pista; la manifestazione è stata disputata in Argentina a San Juan dal 1° all'11 ottobre 1978.

La competizione fu organizzata dalla Fédération Internationale de Roller Sports.

Il torneo è stato vinto dalla nazionale argentina per la 1ª volta nella sua storia.

## Città ospitanti e impianti sportivi
| CITTÀ    | IMPIANTO       | CAPIENZA |
| San Juan | Parque de Maio | ?        |

## Svolgimento del torneo

### Risultati
| San Juan ottobre 1978 | Argentina | 10 – 0 | Australia | Parque de Maio |

| San Juan ottobre 1978 | Argentina | 11 – 1 | Belgio | Parque de Maio |

| San Juan ottobre 1978 | Argentina | 2 – 0 | Brasile | Parque de Maio |

| San Juan ottobre 1978 | Argentina | 3 – 1 | Cile | Parque de Maio |

| San Juan ottobre 1978 | Argentina | 3 – 2 | Germania Ovest | Parque de Maio |

| San Juan ottobre 1978 | Argentina | 18 – 0 | Giappone | Parque de Maio |

| San Juan ottobre 1978 | Argentina | 3 – 1 | Italia | Parque de Maio |

| San Juan ottobre 1978 | Argentina | 15 – 1 | Mozambico | Parque de Maio |

| San Juan ottobre 1978 | Argentina | 2 – 2 | Portogallo | Parque de Maio |

| San Juan ottobre 1978 | Argentina | 3 – 1 | Spagna | Parque de Maio |

| San Juan ottobre 1978 | Argentina | 8 – 0 | Stati Uniti | Parque de Maio |

| San Juan ottobre 1978 | Australia | 5 – 5 | Belgio | Parque de Maio |

| San Juan ottobre 1978 | Australia | 0 – 6 | Brasile | Parque de Maio |

| San Juan ottobre 1978 | Australia | 3 – 10 | Cile | Parque de Maio |

| San Juan ottobre 1978 | Australia | 1 – 9 | Germania Ovest | Parque de Maio |

| San Juan ottobre 1978 | Australia | 4 – 1 | Giappone | Parque de Maio |

| San Juan ottobre 1978 | Australia | 1 – 6 | Italia | Parque de Maio |

| San Juan ottobre 1978 | Australia | 5 – 3 | Mozambico | Parque de Maio |

| San Juan ottobre 1978 | Australia | 1 – 16 | Portogallo | Parque de Maio |

| San Juan ottobre 1978 | Australia | 2 – 10 | Spagna | Parque de Maio |

| San Juan ottobre 1978 | Australia | 4 – 9 | Stati Uniti | Parque de Maio |

| San Juan ottobre 1978 | Belgio | 1 – 1 | Brasile | Parque de Maio |

| San Juan ottobre 1978 | Belgio | 2 – 6 | Cile | Parque de Maio |

| San Juan ottobre 1978 | Belgio | 3 – 5 | Germania Ovest | Parque de Maio |

| San Juan ottobre 1978 | Belgio | 13 – 3 | Giappone | Parque de Maio |

| San Juan ottobre 1978 | Belgio | 4 – 2 | Italia | Parque de Maio |

| San Juan ottobre 1978 | Belgio | 6 – 3 | Mozambico | Parque de Maio |

| San Juan ottobre 1978 | Belgio | 3 – 10 | Portogallo | Parque de Maio |

| San Juan ottobre 1978 | Belgio | 1 – 4 | Spagna | Parque de Maio |

| San Juan ottobre 1978 | Belgio | 2 – 3 | Stati Uniti | Parque de Maio |

| San Juan ottobre 1978 | Brasile | 3 – 5 | Cile | Parque de Maio |

| San Juan ottobre 1978 | Brasile | 3 – 6 | Germania Ovest | Parque de Maio |

| San Juan ottobre 1978 | Brasile | 11 – 3 | Giappone | Parque de Maio |

| San Juan ottobre 1978 | Brasile | 1 – 0 | Italia | Parque de Maio |

| San Juan ottobre 1978 | Brasile | 7 – 1 | Mozambico | Parque de Maio |

| San Juan ottobre 1978 | Brasile | 3 – 2 | Portogallo | Parque de Maio |

| San Juan ottobre 1978 | Brasile | 2 – 5 | Spagna | Parque de Maio |

| San Juan ottobre 1978 | Brasile | 2 – 6 | Stati Uniti | Parque de Maio |

| San Juan ottobre 1978 | Cile | 8 – 3 | Germania Ovest | Parque de Maio |

| San Juan ottobre 1978 | Cile | 13 – 0 | Giappone | Parque de Maio |

| San Juan ottobre 1978 | Cile | 2 – 3 | Italia | Parque de Maio |

| San Juan ottobre 1978 | Cile | 6 – 2 | Mozambico | Parque de Maio |

| San Juan ottobre 1978 | Cile | 4 – 5 | Portogallo | Parque de Maio |

| San Juan ottobre 1978 | Cile | 0 – 9 | Spagna | Parque de Maio |

| San Juan ottobre 1978 | Cile | 3 – 5 | Stati Uniti | Parque de Maio |

| San Juan ottobre 1978 | Germania Ovest | 15 – 3 | Giappone | Parque de Maio |

| San Juan ottobre 1978 | Germania Ovest | 2 – 2 | Italia | Parque de Maio |

| San Juan ottobre 1978 | Germania Ovest | 5 – 1 | Mozambico | Parque de Maio |

| San Juan ottobre 1978 | Germania Ovest | 3 – 5 | Portogallo | Parque de Maio |

| San Juan ottobre 1978 | Germania Ovest | 2 – 3 | Spagna | Parque de Maio |

| San Juan ottobre 1978 | Germania Ovest | 7 – 3 | Stati Uniti | Parque de Maio |

| San Juan ottobre 1978 | Giappone | 1 – 9 | Italia | Parque de Maio |

| San Juan ottobre 1978 | Giappone | 1 – 8 | Mozambico | Parque de Maio |

| San Juan ottobre 1978 | Giappone | 0 – 16 | Portogallo | Parque de Maio |

| San Juan ottobre 1978 | Giappone | 0 – 23 | Spagna | Parque de Maio |

| San Juan ottobre 1978 | Giappone | 1 – 16 | Stati Uniti | Parque de Maio |

| San Juan ottobre 1978 | Italia | 9 – 1 | Mozambico | Parque de Maio |

| San Juan ottobre 1978 | Italia | 1 – 3 | Portogallo | Parque de Maio |

| San Juan ottobre 1978 | Italia | 3 – 8 | Spagna | Parque de Maio |

| San Juan ottobre 1978 | Italia | 3 – 1 | Stati Uniti | Parque de Maio |

| San Juan ottobre 1978 | Mozambico | 0 – 19 | Portogallo | Parque de Maio |

| San Juan ottobre 1978 | Mozambico | 2 – 15 | Spagna | Parque de Maio |

| San Juan ottobre 1978 | Mozambico | 3 – 4 | Stati Uniti | Parque de Maio |

| San Juan ottobre 1978 | Portogallo | 2 – 3 | Spagna | Parque de Maio |

| San Juan ottobre 1978 | Portogallo | 9 – 2 | Stati Uniti | Parque de Maio |

| San Juan ottobre 1978 | Spagna | 7 – 3 | Stati Uniti | Parque de Maio |

### Classifica
|     | Squadra        | PT | G  | V  | N | P  | GF | GS  | Diff. |
| --- | -------------- | -- | -- | -- | - | -- | -- | --- | ----- |
| 1.  | Argentina      | 21 | 11 | 10 | 1 | 0  | 78 | 9   | +69   |
| 2.  | Spagna         | 20 | 11 | 10 | 0 | 1  | 88 | 20  | +68   |
| 3.  | Portogallo     | 17 | 11 | 8  | 1 | 2  | 89 | 22  | +67   |
| 4.  | Germania Ovest | 13 | 11 | 6  | 1 | 4  | 59 | 35  | +24   |
| 5.  | Stati Uniti    | 12 | 11 | 6  | 0 | 5  | 52 | 49  | +3    |
| 6.  | Cile           | 12 | 11 | 6  | 0 | 5  | 58 | 38  | +20   |
| 7.  | Brasile        | 11 | 11 | 5  | 1 | 5  | 39 | 31  | +8    |
| 8.  | Italia         | 11 | 11 | 5  | 1 | 5  | 39 | 27  | +12   |
| 9.  | Belgio         | 8  | 11 | 3  | 2 | 6  | 41 | 53  | -12   |
| 10. | Australia      | 5  | 11 | 2  | 1 | 8  | 26 | 85  | -59   |
| 11. | Mozambico      | 2  | 11 | 1  | 0 | 10 | 25 | 92  | -67   |
| 12. | Giappone       | 0  | 11 | 0  | 0 | 11 | 13 | 146 | -133  |

## Campioni
| Campione del Mondo 1978 |
| ----------------------- |
| Argentina 1º titolo     |